# Internazionali di Tennis di Baviera 2016
Gli Internazionali di Tennis di Baviera 2016 sono stati un torneo di tennis giocato sulla terra rossa. È stata la 101ª edizione del torneo, facente parte dell'ATP Tour 250 nell'ambito dell'ATP World Tour 2016. Il torneo si è giocato al MTTC Iphitos di Monaco di Baviera, in Germania, dal 25 al 30 aprile.

## Partecipanti

### Teste di serie
| Nazione  | Giocatore             | Ranking* | Testa di serie |
| -------- | --------------------- | -------- | -------------- |
| Belgio   | David Goffin          | 13       | 1              |
| Francia  | Gaël Monfils          | 14       | 2              |
| Austria  | Dominic Thiem         | 15       | 3              |
| Germania | Philipp Kohlschreiber | 27       | 4              |
| Italia   | Fabio Fognini         | 31       | 5              |
| Brasile  | Thomaz Bellucci       | 35       | 6              |
| Canada   | Vasek Pospisil        | 44       | 7              |
| Germania | Alexander Zverev      | 51       | 8              |

* Ranking al 18 aprile 2016.

### Altri partecipanti
I seguenti giocatori hanno ricevuto una wild card per il tabellone principale:
- Juan Martín del Potro
- Maximilian Marterer
- Miša Zverev

I seguenti giocatori sono passati dalle qualificazioni:

- Matthias Bachinger
- Florian Mayer
- Igor Sijsling
- Cedrik-Marcel Stebe

Il seguente giocatore è in tabellone come lucky loser:
- Jozef Kovalík

## Campioni

### Singolare
Philipp Kohlschreiber ha sconfitto in finale  Dominic Thiem con il punteggio di 7–6(7), 4-6, 7–6(4).
- È il settimo titolo in carriera per Kohlschreiber, primo della stagione e terzo BMW Open.

### Doppio
Henri Kontinen /  John Peers hanno sconfitto in finale  Juan Sebastián Cabal /  Robert Farah con il punteggio di 6-3, 3-6, [10-7].